# Alwin Engelhardt
Alwin Engelhardt, né le 17 mai 1875 à Nordhausen et mort le 10 octobre 1940 à Schmölln, est un bourreau allemand.

## Biographie
Il est le gendre du bourreau Wilhelm Reindel (fils du bourreau Friedrich Reindel), alors propriétaire d'une entreprise d'équarrissage à Schmölln, en Thuringe. Engelhardt officie comme bourreau en Prusse de 1900 à 1906, puis de 1933 à 1936. Au cours de son mandat, il a exécuté plus de 100 personnes.
Parmi les personnes exécutées par Engelhardt, on compte l'infanticide Elisabeth Wiese, exécutée en 1905, et l'auteur présumé de l'incendie du Reichstag Marinus van der Lubbe, exécuté le 10 janvier 1934 dans la cour du tribunal régional de Leipzig.
En 1906, il est licencié pour malversations financières. Son successeur est Carl Gröpler. La réintégration d'Engelhardt comme bourreau a lieu près de 30 ans plus tard, le 31 juillet 1933, sur décision du ministre saxon de la Justice Otto Thierack.
Malgré son alcoolisme, Engelhardt est considéré comme un bon bourreau. Cependant, il est lourdement endetté. Dans les années 1930, il perçoit du ministère de la Justice une redevance de 350 RM par exécution, mais si plusieurs exécutions sont effectuées en une journée, le montant chute à 150 RM par condamné. Sous l'ère nazie, le nombre d'exécutions augmente fortement, ainsi que la demande en bourreaux compétents, pourtant son salaire reste médiocre et Engelhardt fait valoir à plusieurs reprises qu'il ne suffit pas à payer son équipement, ses déplacements et ses trois assistants. L'entreprise d'équarissage qu'il a dirigée pendant trois décennies l'a profondément endetté, et ses créanciers réclament son salaire des futures exécutions.
En 1935, son entreprise ferme pour avoir vendu de la viande impropre à la consommation humaine. Il perçoit alors l'aide sociale. Le 18 septembre 1935, il écrit une lettre à Hitler disant qu'il est un partisan du NSDAP mais qu'il ne peut pas payer ses cotisations car, malgré sa « haute opinion » de sa fonction, il est complètement démuni. La lettre est transmise au ministère de la Justice du Reich et reste sans réponse.
Il écrit une autre lettre, cette fois à l'adresse privée de Luise Gürtner, épouse du ministre de la Justice Franz Gürtner, qui entraîne en 1936 par une enquête sur sa situation, avec pour résultat son renvoi. Bien qu'il soit un bourreau compétent, le ministère considère sa situation privée comme inacceptable. Engelhardt proteste, envoie d'autres courriers, et menace de mettre en vente ses outils de bourreau. La Gestapo intervient, lui confisque ses outils, lui verse 400 RM au lieu des 40 000 RM exigés et lui ordonne de se taire. Les dossiers de la Gestapo indiquent que les négociations avec Engelhardt ont été « très difficiles à cause de son sens aigu de l'honneur et aussi à cause de son état cardiaque ». Complètement ruiné, il meurt d'une insuffisance cardiaque en 1940.